# 岩田裕子
岩田 裕子（いわた ゆうこ、1991年5月2日 - ）は、静岡県出身の元陸上競技選手。血液型A型。

## 来歴・人物
2010年埼玉栄高校から、大東文化大学に進学。同年創部の陸上競技部（女子長距離）主将を4年間務め、2014年資生堂に入社。資生堂ランニングクラブに所属する。2016年3月に引退。

## 主な成績
| 年月                 | 大会                                             | 区・距離       | 記録                                  |
| -------------------- | ------------------------------------------------ | -------------- | ------------------------------------- |
| 2007年               | 女子第19回 全国高等学校駅伝競走大会              | 第3区（3km）   | 10分08秒                              |
| 2008年               | 女子第20回 全国高等学校駅伝競争大会              | 第3区（3km）   | 10分14秒                              |
| 2009年               | 女子第21回 全国高等学校駅伝競争大会              | 第4区（3km）   | 9分54秒                               |
| 2010年 9月26日       | 関東大学女子駅伝対校選手権大会                   | 第2区（4.5km） | 14分38秒                              |
| 2010年 11月27日      | 10000m記録挑戦競技会                             | 5000m          | 17分21秒30                            |
| 2011年 5月           | 関東学生陸上競技対校選手権大会（関東インカレ）   | 10000m 決勝    | 35分50秒24                            |
| 2011年 9月25日       | 関東大学女子駅伝対校選手権大会                   | 第1区（4.6km） | 15分34秒                              |
| 2011年 10月23日      | 全日本大学女子駅伝                               | 第6区（5.2km） | 27分35秒                              |
| 2011年 11月20日      | 日本体育大学長距離記録会                         | 5000m          | 16分18秒68                            |
| 2012年 5月           | 関東学生陸上競技対校選手権大会                   | 10000m         | 35分17秒90                            |
| 2012年 6月           | 日本学生陸上競技個人選手権大会                   | 5000m 決勝     | 16分35秒43                            |
| 2012年 9月           | 関東大学女子駅伝対校選手権大会                   | 第3区（3.3km） | 10分23秒 区間賞・区間新               |
| 2012年 10月          | 全日本大学女子駅伝                               | 第4区（4.9km） | 15分53秒 区間3位                      |
| 2013年 5月           | 関東学生陸上競技対校選手権（関東インカレ）       | 10000m 決勝    | 35分03秒97                            |
| 2013年 9月           | 日本学生陸上競技対校選手権大会（全日本インカレ） | 10000m 決勝    | 34分38秒68                            |
| 2013年 10月          | 全日本大学女子駅伝                               | 第6区（5.2km） | 17分19秒 区間2位                      |
| 2013年 11月28日      | 10000m記録挑戦競技会                             | 10000m         | 33分14秒88                            |
| 2013年 12月23日      | 全日本大学女子選抜駅伝競争（富士山女子駅伝）     | 第5区（5.0km） | 15分58秒 区間2位                      |
| 2014年 4月12日       | 日本体育大学長距離競技会                         | 3000m          | 10分02秒32                            |
| 2014年 4月26日       | 日本体育大学長距離競技会                         | 5000m          | 16秒54分27                            |
| 2014年 5月10日       | ゴールデンゲームズinのべおか                     | 5000m          | 16秒50分97                            |
| 2014年 5月17日       | 東日本実業団陸上競技選手権大会                   | 1500m          | 4秒41分11                             |
| 2014年 5月18日       | 東日本実業団陸上競技選手権大会                   | 5000m          | 16分45秒56                            |
| 2014年 6月25日       | ホクレンディスタンスチャレンジ深川大会           | 3000m          | 9分51秒51                             |
| 2014年 7月2日        | ホクレンディスタンスチャレンジ 北見大会          | 3000m          | 19分32秒21                            |
| 2014年 7月6日        | ホクレンディスタンスチャレンジ 網走大会          | 5000m          | 16分58秒22                            |
| 2014年 9月27日       | 日本体育大学長距離記録会                         | 3000m          | 9分23秒47（2014年9月現在 自己新記録） |
| 2014年 10月10日,11日 | 全日本実業団対抗陸上競技選手権大会               | 10000m         | 34分04秒89（36位（1組12着））         |
| 2014年 11月3日       | 東日本実業団対抗女子駅伝競走大会                 | 1区（6.795km） | 22分40秒（区間12位）                  |
| 2014年 12月6日       | 日本体育大学長距離記録会                         | 5000m 3組      | 16分47秒84（29着）                    |
| 2015年 5月16日,17日  | 第57回 東日本実業団陸上                          | 5000m1組目     | 16分36秒05（8位）                     |
| 2015年 7月9日        | ホクレンディスタンス 深川大会                    | 3000m          | 10分13秒76（28位（29名中））          |
| 2015年 9月27日       | 第52回 平成国際大記録会                          | 5000m          | 16分44秒35（19着（35人中））          |
| 2015年 10月25日      | 第1回 プリンセス駅伝                             | 1区（7.0km）   | 23分19秒（区間16位）                  |

## 出演

### テレビ
- 第32回全日本大学女子駅伝 ゲスト（2014年10月26日／日本テレビ、宮城テレビ放送）